# 顧協
顧 協（こ きょう、470年 - 542年）は、南朝梁の政治家・学者。字は正礼。本貫は呉郡呉県。

## 経歴
東晋の司空顧和の七世の孫にあたる。幼くして父を失い、母の実家で養育された。顧協が数歳のとき、母方の従祖父の張永が孫たちを連れて虎丘山に遊んだことがあった。張永が顧協を撫でて「坊やは何で遊びたいか」と訊ねると、顧協は「わたしは枕石漱流がほしい」と答えた。張永は「顧氏はこの子によって興るだろう」と言って嘆息した。顧協が成長すると、学問を好んで精励して知られた。母方の張氏の人々は、顧協の識見を認めて強く推挙した。
顧協は揚州議曹従事史を初任とし、太学博士を兼ねた。秀才に挙げられ、尚書令沈約は顧協の答案を見て「江左（晋の東遷）以来、いまだこれほどの作はない」と絶賛した。安成王国左常侍に転じ、廷尉正を兼ねた。西豊侯蕭正徳の侍読となった。臨川王蕭宏は顧協の名声を聞いて、侍読のまま掌書記として召し出した。蕭正徳が巴西梓潼二郡太守となると、顧協は部下として安都（新安とも）県令に任じられた。県に赴任しないうちに、母が死去したため辞職した。服喪を終えると、西陽郡丞に任じられて出向した。召還されて北中郎行参軍となり、再び廷尉正を兼ねた。長らくして廬陵郡丞に任じられた。赴任しないうちに、蕭正徳が呉郡太守となったため、顧協は中軍参軍に任じられ、郡五官を兼ねた。軽車湘東王参軍事に転じ、記室を兼ねた。
普通6年（525年）、蕭正徳が北伐の軍を起こすと、顧協は府録事参軍として召され、掌書記をつとめた。北方から帰還すると、湘東王蕭繹の推薦を受けて通直散騎侍郎の位を受け、中書通事舎人を兼ねた。歩兵校尉・鴻臚卿・員外散騎常侍を歴任した。
大同8年（542年）、死去した。享年は73。散騎常侍の位を追贈された。諡は温子といった。後嗣となる子はなかった。
顧協は広く書籍に通じ、とくに文字と動植物に詳しかった。著書に『異姓苑』5巻と『瑣語』10巻があった。

## 伝記資料
- 『梁書』巻30 列伝第24
- 『南史』巻62 列伝第52